# Греческий магазин (Нежин)
Греческий магазин — памятник архитектуры местного значения в Нежине.

## История
Приказом Министерства культуры и туризма от 21.12.2012 № 1566 присвоен статус памятник архитектуры местного значения с охранным № 10035-Чр под названием Греческий магазин.

## Описание
Дом построен в конце XVIII века на углу Московской и Греческой улиц в стиле барокко.
Каменный, одноэтажный, П-образный в плане дом. Фасад расчленяют пилястры, между которыми оконные и дверные проёмы лучной формы, завершается зубчатым карнизом. Над проёмами декор также лучной формы. Главный фасад (со стороны Московской улицы) имеет три входные двери. Двухстворчатые, кованные железом двери и ставни на решётчатых окнах с крепкими кованными затворами и массивными замками. Дом имеет два просторных торговых зала, большие подсобные помещения и глубокие погреба для хранения товаров.